# Robert P. Ericksen
Robert P. Ericksen (* 1945) ist ein US-amerikanischer Historiker und Hochschullehrer.

## Leben und Wirken
1967 absolvierte er seinen Bachelor an der Pacific Lutheran University (PLU) in Tacoma. Es folgte 1969 der Master an der State University of New York in Stony Brook. 1980 wurde er an der University of London promoviert. Er war Inhaber des Kurt Mayer Chair for Holocaust Studies und ist seit 2016 Emeritus Professor für Geschichte an der PLU.
Ericksen war Fellow der Alexander von Humboldt-Stiftung, des Center for Advanced Holocaust Studies des Holocaust Memorial Museum und der Lutheran Academy of Scholars an der Harvard University.
Forschungsschwerpunkt von Ericksen ist die Geschichte der christlichen Kirchen in der Zeit des Nationalsozialismus. Er ist Gründungsherausgeber der Zeitschrift Kirchliche Zeitgeschichte und des Online-Journals Contemporary Church History Quarterly.

## Schriften
- Complicity in the Holocaust. Churches and Universities in Nazi Germany. Cambridge University Press, New York 2012, ISBN 1-107-01591-X.
- Betrayal. German Churches and the Holocaust. Hrsg. mit Susannah Heschel, Fortress Publishers, Minneapolis 1999, ISBN 0-8006-2931-0.
- Theologians Under Hitler (Gerhard Kittel, Paul Althaus and Emanuel Hirsch). Yale University Press, New Haven 1985; dt. Hanser, München/Wien 1986, ISBN 3-446-14601-6 (auch auf Japanisch und Niederländisch erschienen sowie Grundlage eines 2005 gesendeten Dokumentarfilms).